# Ralf Grabsch
Ralf Grabsch (Wittenberg, 7 de abril de 1973) es un director deportivo y antiguo ciclista alemán. Fue corredor profesional de 1996 a 2008. Al comienzo de la temporada 2006, pasó del equipo Wiesenhof al equipo Milram, antes de convertirse, en 2009, en director deportivo de este último.
Su hermano Bert Grabsch fue también ciclista profesional.

## Palmarés
1994
- 1 etapa de la Carrera de la Paz

1995
- 1 etapa de la Commonwealth Bank Classic

1996
- Tour de Hesse

1997
- 1 etapa de la Vuelta a Baviera
- 1 etapa de la Vuelta a la Baja Sajonia

1998
- 1 etapa del Tour de Poitou-Charentes

1999
- Ster Elektrotoer, más 1 etapa

2006
- 1 etapa de la Vuelta a Baviera

## Resultados en Grandes Vueltas y Campeonatos del Mundo
| Carrera         | Carrera         | 1996 | 1997 | 1998 | 1999 | 2000 | 2001 | 2002  | 2003 | 2004 | 2005 | 2006  | 2007  | 2008  |
| --------------- | --------------- | ---- | ---- | ---- | ---- | ---- | ---- | ----- | ---- | ---- | ---- | ----- | ----- | ----- |
|                 | Giro de Italia  | —    | —    | ―    | —    | —    | ―    | 111.º | —    | —    | ―    | —     | —     | ―     |
|                 | Tour de Francia | —    | —    | ―    | —    | —    | ―    | ―     | —    | —    | ―    | 100.º | 116.º | 120.º |
|                 | Vuelta a España | —    | —    | ―    | 87.º | 89.º | ―    | —     | —    | ―    | ―    | —     | —     | ―     |
| Mundial en Ruta | Mundial en Ruta | ―    | ―    | ―    | Ab.  | 67.º | ―    | ―     | ―    | ―    | ―    | ―     | ―     | ―     |

―: no participa
Ab.: abandono